# Sony PCL Inc.
Sony PCL Inc. (ソニーPCL株式会社?) es una empresa con sede en Japón que se especializa en la posproducción de películas y de contenido visual, y es subsidiaria de Sony. La compañía es miembro de The Association of Japanese Animations.

## Historia
- 1951: Se fundó la empresa como un laboratorio de películas de 16mm ("PCL" es sinónimo de "laboratorio Photo-químico").
- 1970: Es registrado en el Sony Group y renombrado como Sony PCL Inc.
- 2002: Es cerrado un servicio que consistía en un proceso químico de (cine y foto). Es lanzado un sistema de contenidos de creación y el servicio total de solución, el uso de tecnologías digitales, tales como HD, cine digital, DVD y red.[1]
- 2010-actualidad: El cine digital, DVD-Video, banda ancha, Universal Media Disc, Disco Blu-ray forman parte de un negocio de posproducción integral en vídeo digital, implementando la tecnología 3D. Sobre todo desde la década de 2000 en la industria con respecto a este negocio (oligopolio) ha sido contratada para la edición de vídeos, de los cuales la mayoría han sido emitidos en Japón como Series de TV anime.

## Obras
- Avenger
- Astroboy
- Asura Cryin'
- Asobi ni Iku yo!
- Acchi Kocchi
- Amagami
- Arata Kangatari
- Ikoku Meiro no Croisée
- Itsuka Tenma no Kuro Usagi
- Ibara no Ou
- Venus versus Virus
- Uta no☆Prince-sama♪
- Uchū Kyōdai
- Emma
- Eden's Bowy
- Ōkami Kakushi
- Ōkiku Furikabutte
- Oda Nobuna no Yabō
- Omamori Himari
- Ore no Kanojo to Osananajimi ga Shuraba Sugiru
- Ore no Imōto ga Konna ni Kawaii Wake ga Nai
- Kaibutsu Ōjo
- Chaos;Head
- Highschool of the Dead
- Katanagatari
- Kamen no Maid Guy
- Kimi ga Aruji de Shitsuji ga Ore de
- Kimi ni Todoke
- Casshern Sins
- Kyōkai Senjō no Horizon
- Guilty Crown
- La Corda d'Oro
- Ginga Kikoutai Majestic Prince
- Ginban Kaleidoscope
- Gravitation
- Kuroko no Basuke
- Keroro Gunsō
- Genshiken
- Kotoura-san
- Psycho-Pass
- Sasami-san@Ganbaranai
- Shangri-La
- Shōjo Kakumei Utena
- Shin Mazinger Shōgeki! Z hen
- Suisei no Gargantia
- Tokurei Sochi Dantai Stella Jo-Gakuin Kōtō-ka Shīkyūbu C³-bu
- Strike Witches
- Sumomo mo Momo mo
- Sekirei
- Zetsuen no Tempest
- Senki Zesshō Symphogear
- Devil Kings
- Valkyria Chronicles
- Sora no Otoshimono
- Sword Art Online
- Dance in the Vampire Bund
- Tsubasa: RESERVoir CHRoNiCLE
- Densetsu no Yūsha no Densetsu
- .hack
- Nisekoi
- Needless
- Haikyū!!
- Hanasaku Iroha
- Hanamaru Yōchien
- Fight Ippatsu! Jūden-chan!!
- Fairy Tail
- Fate/Zero
- Photo Kano
- Fortune Arterial
- Freezing
- Hellsing
- Hōrō Musuko
- Boku wa Tomodachi ga Sukunai
- Hoshizora e Kakaru Hashi
- White Album
- Myself ; Yourself
- Maken-ki!
- Maburaho
- Mahōka Kōkō no Rettōsei
- Puella Magi Madoka Magica
- Maria † Holic
- Mangirl!
- Midori no Hibi
- Kagerou Project
- Meganebu!
- Medaka Box
- Monogatari
- Yumeiro Patissiere
- YuruYuri♪♪
- Love Live!
- Ryūgajō Nanana no Maizōkin
- Wagaya no oinari-sama
- WORKING!!
- Sands of Destruction